# Томас Майн Рід
То́мас Майн Рід (англ. Thomas Mayne Reid; 4 квітня 1818 — 22 жовтня 1883) — ірландський письменник.

## Життєпис
Народився 4 квітня 1818 року в селі Балліроні (графство Даун, Ірландія) в сім'ї пресвітеріанського пастора, Томаса Майна Ріда Ст. (англ. Rev. Thomas Mayne Reid Sr). І батько, і мати письменника за походженням були шотландцями. За сімейною традицією первісток успадкував батьківське ім'я, але надалі відмовився від його першої частини. По материнській лінії він був далеким родичем Вальтера Скотта.
У грудні 1839 року Майн Рід поїхав до США на ще не освоєні простори Заходу, там він полював, торгував з індіанцями. Деякий час він був вчителем і репортером. У 1843 році у Філадельфії познайомився з Едгаром Алланом По. Як кореспондент газети «Спірит оф тайм» (Spirit of Time) Майн Рід взяв участь у мексиканській війні 1846—1848 р. Тяжке поранення в ногу, яке він отримав у бою під Чапультепеком, дошкуляло йому все життя. У 1848 році в чині капітана (за іншими джерелами — лейтенанта) Майн Рід вийшов у відставку, але одразу поспішив виїхати в Європу, щоб взяти участь у революційному русі спочатку в Баварії, потім в Угорщині. Однак прибув він туди занадто пізно.
Після цього оселився в Лондоні. Зазнавши невдач у комерційній і журналістській сферах (Рід намагався заснувати новий журнал), вирішив присвятити себе літературі. Перший роман Майн Ріда, «Вільні стрільці», який вийшов у 1850 році, описував події мексиканської війни. Протягом наступного десятиріччя вийшли найкращі романи письменника: «Мисливці за скальпами», «Квартеронка», «Оцеола, вождь семінолів» тощо, згодом «Вершник без голови». Вони мали бурхливий успіх.
У тридцять три роки Майн Рід вирішив одружитися, і його шлюб виглядав не менш романтичним, ніж пригоди його героїв: дружиною Майн Ріда стала п'ятнадцятирічна дівчина з англійської аристократичної родини. Однак комерційна непрактичність молодого письменника, екстравагантність і схильність до романтичної екзотики зрештою призвели його на межу банкрутства. Тоді в 1867 році Рід вирішив удруге спробувати щастя в США, де пройшла його юність.
Письменник співчутливо ставився до молодої республіки. У 1860-і роки, у розпал громадянської війни між північними та південними штатами Америки, він засудив расове гноблення, заявивши про свою солідарність зі справою жителів півночі. Але успіх не дався йому й в США, і в 1870 році, ледь зібравши грошей на зворотний шлях, Рід повернувся в Англію — вже назавжди. В останні роки життя Рід писав науково-популярні книги для юнацтва.
Увесь цей час він страждав від фізичного і нервового розладів. Помер 1883 року.
Гуманізм і співчуття силам справедливості, майстерність сюжету і нині викликають інтерес до книг Майн Ріда, зробили його популярним у багатьох країнах. Твори Майн Ріда досягли більшої популярності у Східній Європі, ніж у США.

## Деякі твори
- Без пощади
- Вільні стрільці (The Rifle Rangers, 1850)
- Мисливці за скальпами (The Scalp Hunters, 1851)
- Білий вождь (The White Chief, 1855)
- Квартеронка (The Quadroon, 1856)
- Оцеола, вождь семінолів (Osceola the Seminole: The Red Fawn of the Flower Land , 1859)
- Вершник без голови (The Headless Horseman, 1865)
- Морське вовченя[ru]

## Переклади українською
- Томас Майн Рід. Морське вовченя / пер. з анг. Микола Дмитренко. — К. : Дитвидав, 1958. — ? с.
- Томас Майн Рід. Вершник без голови / пер. з анг. Володимир Митрофанов. — К. : Веселка, 1983. — 544 с.
- Томас Майн Рід. Оцеола, вождь семінолів / пер. з анг. Володимир Митрофанов. — К. : КМ-Букс, 2013. — 352 с. — ISBN 978-617-538-272-1.
- Томас Майн Рід. Квартеронка / пер. з анг. Н. та О. Б-ських, О. Ганзюк. — К. : Знання, 2016. — 383 с. — ISBN 978-617-07-0426-9.
- Томас Майн Рід. Верхівець без голови / скор. пер. з анг. Наталія Романович-Ткаченко. — К. : Знання, 2020. — 335 с. — ISBN 978-617-07-0770-3.

## Фільми за мотивами творів
- Вершник без голови (фільм, 1973)

## Томас Майн Рід в українській літературі
Дитячі роки Томаса описані в книзі для дітей «Андрій Кокотюха про Луї Буссенара, Томаса Майна Ріда, Миколу Миклухо-Маклая, Рафаеля Сабатіні, Роберта Луїса Стівенсона» / А. Кокотюха; художник М. Німенко. — Київ : Грані-Т, 2008. — 88 с. : ілюстр. ; 20 см. — (Життя видатних дітей). — 3000 примірників — ISBN 978-966-465-126-1 (в оправі)